# Бер Крик (Тексас)
Бер Крик (енгл. Bear Creek) град је у америчкој савезној држави Тексас.

## Демографија
По попису из 2010. године број становника је 382, што је 22 (6,1%) становника више него 2000. године.
| Група             | 2000.       | 2010.       |
| Белци             | 333 (92,5%) | 349 (91,4%) |
| Афроамериканци    | 5 (1,4%)    | 0 (0,0%)    |
| Азијати           | 0 (0,0%)    | 7 (1,8%)    |
| Хиспаноамериканци | 18 (5,0%)   | 18 (4,7%)   |
| Укупно            | 360         | 382         |